# 机动战士高达 (1995年游戏)
《机动战士高达》（日語：機動戦士ガンダム）是由BEC开发、万代于1995年6月23日在日本为PlayStation平台发行的第一人称射击电子游戏。该游戏改编自1979年的电视动画《机动战士高达》。1996年3月29日，这款游戏推出了包含多项改进的更新版本，副标题为《Version 2.0》。

## 游戏玩法
改编自1979年同名动画的游戏《机动战士高达》是一款第一人称射击游戏。玩家在游戏中扮演新手飞行员阿姆罗·雷，在RX-78-2高达的驾驶舱中进行操作。游戏总共有十个关卡，其操控方案采用了游戏手柄上的十个按键。战斗时，玩家可以使用盾牌，武器可手动或自动选择。武器类型包括机枪（威力弱但弹药无限）、光束步枪（中等威力但会过热）、火箭筒（威力强但弹药有限）以及光束军刀（威力强但射程短）。 

## 开发和发行
《机动战士高达》由万代集团旗下子公司BEC开发。助理制作人稻垣浩文最初计划在屏幕上同时呈现主角阿姆罗·雷和高达，但最终选定了驾驶舱视角。这款游戏于1995年6月23日在日本首次发行。1996年3月29日推出了更新版本，副标题为《Version 2.0》。与前作相比，这一版在游戏性、视觉效果和音效方面进行了改进，新增了关卡、敌人、CG过场动画和动画片段，机甲的行动速度有所提升，包括前进/后退速度以及锁定敌人时的转向速度等，并加入了新的可操作角色——驾驶红色扎古的反派夏亚·阿兹纳布尔。《机动战士高达》未在国际市场发行，这可能是由于当时高达系列在全球的知名度相对较低。

## 评价
| 媒体                  | 得分   |
| --------------------- | ------ |
| 次世代                | [ 11 ] |
| Game Power            | 50/100 |
| Gamers                | 4/5    |
| Super GamePower       | 3.8/5  |
| Ultimate Future Games | 50%    |
| Ultimate Gamer        | 5/10   |
| Video Game Advisor    | C      |

《次世代》杂志对该游戏的PlayStation版本进行了评测，给出了五星中两星的评分，并表示“对于寻求一款稍有趣味的第一人称射击游戏的玩家来说，这款或许能满足需求。”Game Power的大卫·索利亚尼（Davide Soliani）讽刺万代出品的这款基于知名系列的游戏在PS平台表现糟糕，从内容乏味、画面劣质到开发敷衍，凸显万代更适合做塑料模型而非游戏。葡萄牙杂志《Gamers》的评论认为这款第一人称射击游戏虽关卡场景重复，但凭借精美画面、流畅移动、高难度及悦耳音效，还是比较适合喜爱该类型游戏的玩家。《Super GamePower》的马塞洛·神风（Marcelo Kamikaze）比较赞赏这款游戏对原作的还原。《Ultimate Future Games》评价本作虽以华丽画面、音效及暴力元素包装“拟似机器人”的吸睛概念，然而游戏玩法局限、机甲笨重、武器随机性强，恰似锡箔纸裹鸡蛋三明治般徒有其表。《Ultimate Gamer》的弗兰克·奥康纳（Frank O'connor）认为本作尽管以专业的音画效果和细节考究的写实机体吸引粉丝，但其在缺乏真实感且卡顿的3D环境中呈现的简单重复玩法，使其沦为PS平台最糟糕的游戏之一，难以满足追求优质射击体验的玩家。《Video Game Advisor》的亚伦·扎赫洛德（Aaron Zachlod）评价本作尽管有着震撼的CG过场和多场景战斗为亮点，但动作卡顿、操控与玩法未达PS平台应有水准，因此仅适合核心动漫粉丝，而不推荐普通玩家游玩。
这款游戏在日本成为畅销作品，其首次发行版本在1995年《日本经济新闻》的软件销售排行榜中位列第7。根据Fami通的销售数据，其《Version 2.0》版在1996年售出336,275份，当年排名第36位。